# Zajzár

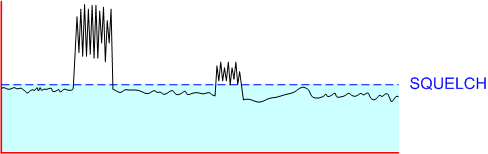
Vételi jelszint és a zajzár szintje

A zajzár a rádiókészülékekben egy olyan áramkör, ami kikapcsolja a készülék hangfokozatát, ha a vételi csatornán nincs vehető jel. 
Figyeli a bejövő jel szintjét, és összehasonlítja azokat egy meghatározott küszöbértékkel. Ha a jel erőssége meghaladja a küszöböt, akkor a készülék hangfokozata bekapcsol.
Ha a vételi csatornán nincs jel, akkor minden esetben van zaj, ami a hangszóróban erős sistergő zajként hallatszik. Ez a zaj egyrészt zavaró, kellemetlen, másrészt ilyenkor a hangfokozat áramot vesz fel. A zajzár használata akkumulátoros üzemmódnál különösen előnyös, mivel jelentősen lecsökkenti az áramfelvételt.
A zajzár a legtöbb rádiókészüléken Squelch néven vagy SQL jelöléssel szerepel.
A zajzár a zajos vételben nem csökkenti a zaj mennyiségét. A zajzár arra szolgál, hogy kikapcsolja a hangfokozatot, ha a vett csatornán nincs hasznos információ.

## Zajzárak tipusai

### Sqelch funkció, (SQL)[2]
Ha a vételi csatornán a vett jel erőssége egy adott szint alá csökken, akkor a készülék hangfokozata kikapcsol. Legtöbb készüléknél a zajzár érzékenysége szabályozható. 
Egyszerűbb készülékeknél 0-9 között fokozatonként állítható. 0 esetén nincs zajzár, 1 esetén már nagyon gyenge vett jel hatására is bekapcsol a hangfokozat, 9 esetén pedig csak akkor, ha a vett jel erős, teljesen zajmentes.
Professzionális felhasználású rádióknál a zajzár érzékenysége potenciométerrel szabályozható, vagy dbm érték beírásával/kiválasztásával beállítható.
A zajzár vezérlése az AGC feszültség segítségével történik.

### Szelektív zajzár
Szelektív zajzár esetén a készülék hangfokozata csak akkor kapcsol be, ha az átvivendő jelhez hozzá van keverve valamilyen meghatározott jellemzőjű, az átvivendő jel spektrumán kívül eső információ. A hozzákevert jel lehet folyamatos hang, vagy digitális jel.
- CTCSS (Continuous Tone Coded Squelch System) - folyamatos hanggal kódolt zajzár.
- DCS (Digital Coded Squelch) - digitálisan kódolt zajzár. Némely készülékek esetén DTCS néven is említik.

A szelektív zajzár vezérlése az alapsávi jel meghatározott résztartománya alapján történik.

### Monitor funkció
Legtöbb készüléken van egy "monitor" funkciógomb is, aminek bekapcsolása kikapcsol, áthidal minden zajzárat.
A monitor funkció akkor hasznos, ha távoli, gyenge, zajos adást is szeretnénk venni.

## Működése
A zajzár vezérlése az AGC feszültség segítségével történik. Amikor gyenge a jel, vagy nincs jel a vételi csatornán, akkor az AGC feszültség a legmagasabb értéken van. Minél erősebb a vett állomás jele, az AGC feszültség annál kisebb lesz. 
| | |                                                                                    | |
| A zajzár túl gyengére van beállítva. Aimkor a csatornán megszűnik a jel, a készülék hangfokozata nem kapcsol ki, a készülékből zaj hallatszik. | A zajzár túl erősre van beállítva, ha a csatornán jó minőségű jel van, akkor sem nyit ki a zajzár, a készülék néma. | Erős zajzár van beállítva, csak akkor nyit ki, ha jó minőségű jel van a csatotnán. | Gyenge zajzár van beállítva, a zajzár akkor is kinyit, ha a csatornán gyengébb erősségű, zajos adás hallatszik. |